# Cyphoedma mirafloressa
Cyphoedma mirafloressa là một loài bướm đêm trong họ Geometridae.